# Mallota parvula
Mallota parvula är en tvåvingeart som beskrevs av Stackelberg 1925. Mallota parvula ingår i släktet hålblomflugor, och familjen blomflugor. Inga underarter finns listade i Catalogue of Life.